# Miên Ức
Miên Ức (chữ Hán: 綿億; tiếng Mãn: ᠮᡳᠶᠠᠨ ᡳ, Möllendorff: miyan i; 10 tháng 9 năm 1764 - 14 tháng 4 năm 1815), Ái Tân Giác La, là con trai của Vinh Thuần Thân vương Vĩnh Kỳ, cháu nội của Thanh Cao Tông Càn Long Đế và Du Quý phi Kha Lý Diệp Đặc thị.

## Cuộc đời
Miên Ức sinh vào giờ Tuất, ngày 15 tháng 8 (âm lịch) năm Càn Long thứ 29 (1764). Ông là con trai thứ 5 và là con trai duy nhất sống đến tuổi trưởng thành của Vinh Thuần Thân vương Vĩnh Kỳ - Hoàng tử thứ 5 của Càn Long Đế. Mẹ của ông là Tác Xước La thị (索綽羅氏), Trắc Phúc tấn của Vĩnh Kỳ, con gái của Tả đô Ngự sử Quan Bảo (觀保).
Ông là người thông tuệ nhạy bén, văn tĩnh nội liễm, lại thích đọc kinh sử, am hiểu thư pháp nên Càn Long Đế thập phần yêu thích. Hơn nữa phụ thân ông Vĩnh Kỳ không may mất sớm khi còn trẻ, ông lại là người con trai còn sống duy nhất nên Càn Long Đế càng thương yêu.
Năm Càn Long thứ 49 (1784), ông được tập tước Vinh Thân vương của phụ thân mình và được phong Bối lặc (貝勒). Đến năm Gia Khánh thứ 4 (1799) tấn phong Vinh Quận vương (榮郡王).
Năm Gia Khánh thứ 6 (1801), nhậm chức Đô thống Mông Cổ Chính Hồng kỳ. 1 năm sau (1802), tháng 2, ban thưởng được hành tẩu trong nội đình. Cùng tháng, quản lý sự vụ Thượng tứ viện (上驷院). Đến tháng 5 lại được ban thưởng hành tẩu tại Càn Thanh môn. Tháng 7 thụ Quản thọ Đại thần (管寿大臣).
Năm thứ 8 (1803), tháng 2, vì phạm lỗi mà không được tiếp tục hành tẩu tại Càn Thanh môn. Đến tháng 7 thì bị cách chức. 1 năm sau (1804), tháng 8, lại được thưởng hành tẩu tại Càn Thanh môn. Tháng 10, tiếp tục nhậm chức Đô thống Mông Cổ Chính Hồng kỳ. Năm thứ 10 (1805), tháng 8, thụ Quản thọ Đại thần (管寿大臣).
Năm thứ 11 (1806), tháng 10, thụ Lĩnh thị vệ Nội đại thần. Cùng tháng, nhậm chức Đô thống Hán quân Tương Hoàng kỳ.
Năm thứ 20 (1815), ông qua đời, được truy thụy là Vinh Khác Quận vương (榮恪郡王).

## Gia quyến

### Thê thiếp
- Đích Phúc tấn: Chương Giai thị (章佳氏), con gái Bút thiếp thức A Tư Đạt (阿思達).
- Trắc Phúc tấn: Vương Giai thị (王佳氏), con gái Tích Đức (錫德).
- Thứ thiếp: Lý thị (李氏).

### Con trai
1. Dịch Hội (奕繪; 1799 - 1838), mẹ là Trắc Phúc tấn Vương Giai thị. Năm 1816 được tập tước Vinh Thân vương (荣親王) và được phong Bối lặc (貝勒). Có năm con trai.
2. Dịch Diễn (奕縯; 1802 - 1809), mẹ là Trắc Phúc tấn Vương Giai thị. Chết yểu.